# Saint-Pierre-du-Mont (Calvados)
Pour les articles homonymes, voir Saint-Pierre-du-Mont.
Saint-Pierre-du-Mont est une commune française, située dans le département du Calvados en région Normandie. Elle est peuplée de 73 habitants.

## Géographie

### Localisation

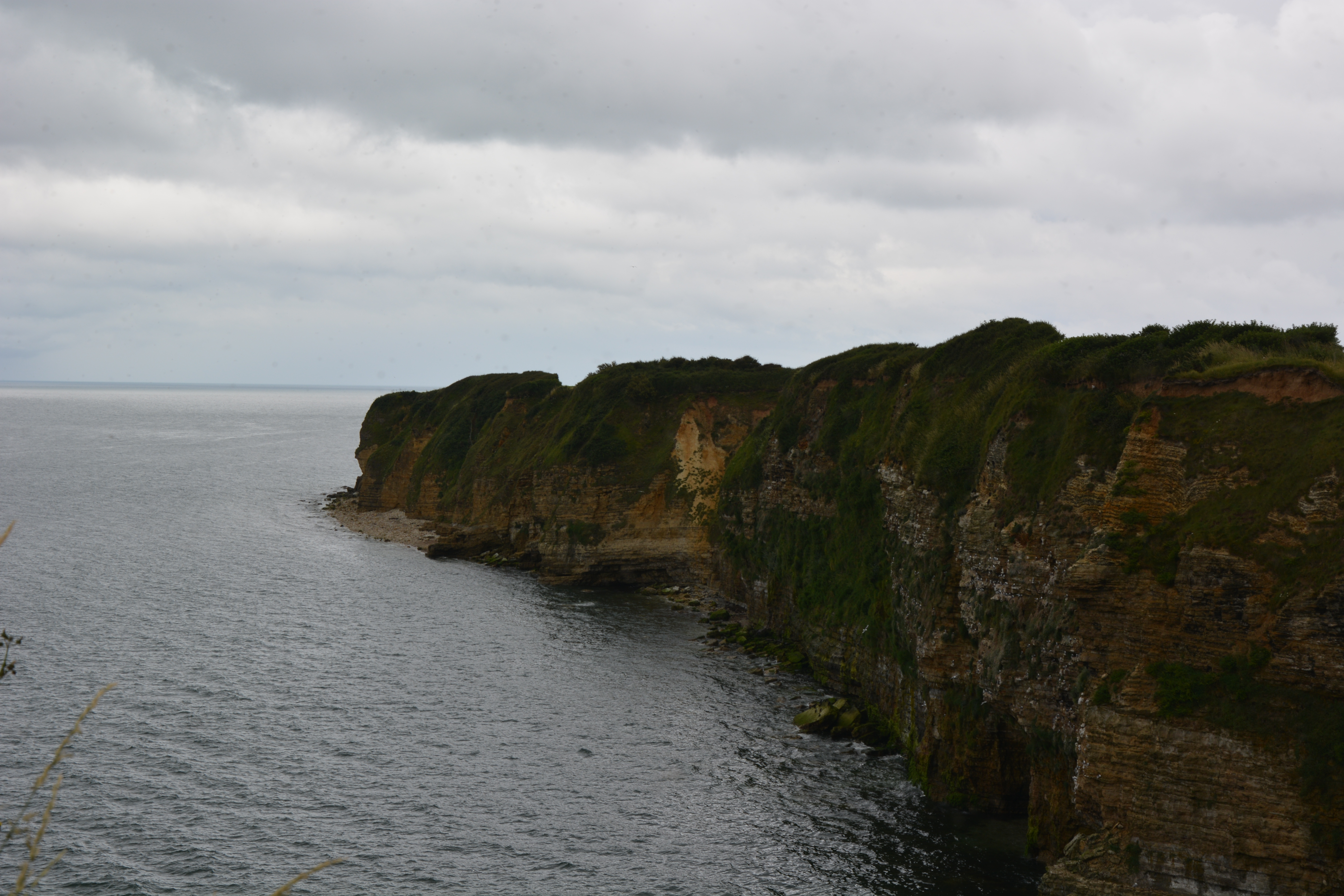
Les falaises.

Saint-Pierre-du-Mont est une commune littorale (littoral rocheux) de la mer de la Manche, dans le Bessin, à vingt-cinq kilomètres de Bayeux et douze kilomètres d'Isigny-sur-Mer.
Les communes limitrophes sont  Cricqueville-en-Bessin, Deux-Jumeaux, Englesqueville-la-Percée et La Cambe.
| Mer de la Manche, Cricqueville-en-Bessin | Mer de la Manche     | Mer de la Manche, Englesqueville-la-Percée |
| Cricqueville-en-Bessin                   | Saint-Pierre-du-Mont | Englesqueville-la-Percée                   |
| Cricqueville-en-Bessin, La Cambe         | Deux-Jumeaux         | Englesqueville-la-Percée                   |

### Géologie et relief
La superficie de la commune est de 4,96 km2 ; son altitude varie de 0  à   42 mètres.

### Hydrographie
La commune est située dans le bassin Seine-Normandie. Elle est drainée par le Véret, le ruisseau du Marais de Sainte-Croix, le ruisseau du Fontaine du Beau et divers autres petits cours d'eau,.
Le Véret, d'une longueur de 13 km, prend sa source dans la commune de Formigny La Bataille et se jette  dans la baie de Seine à Grandcamp-Maisy, après avoir traversé six communes. 

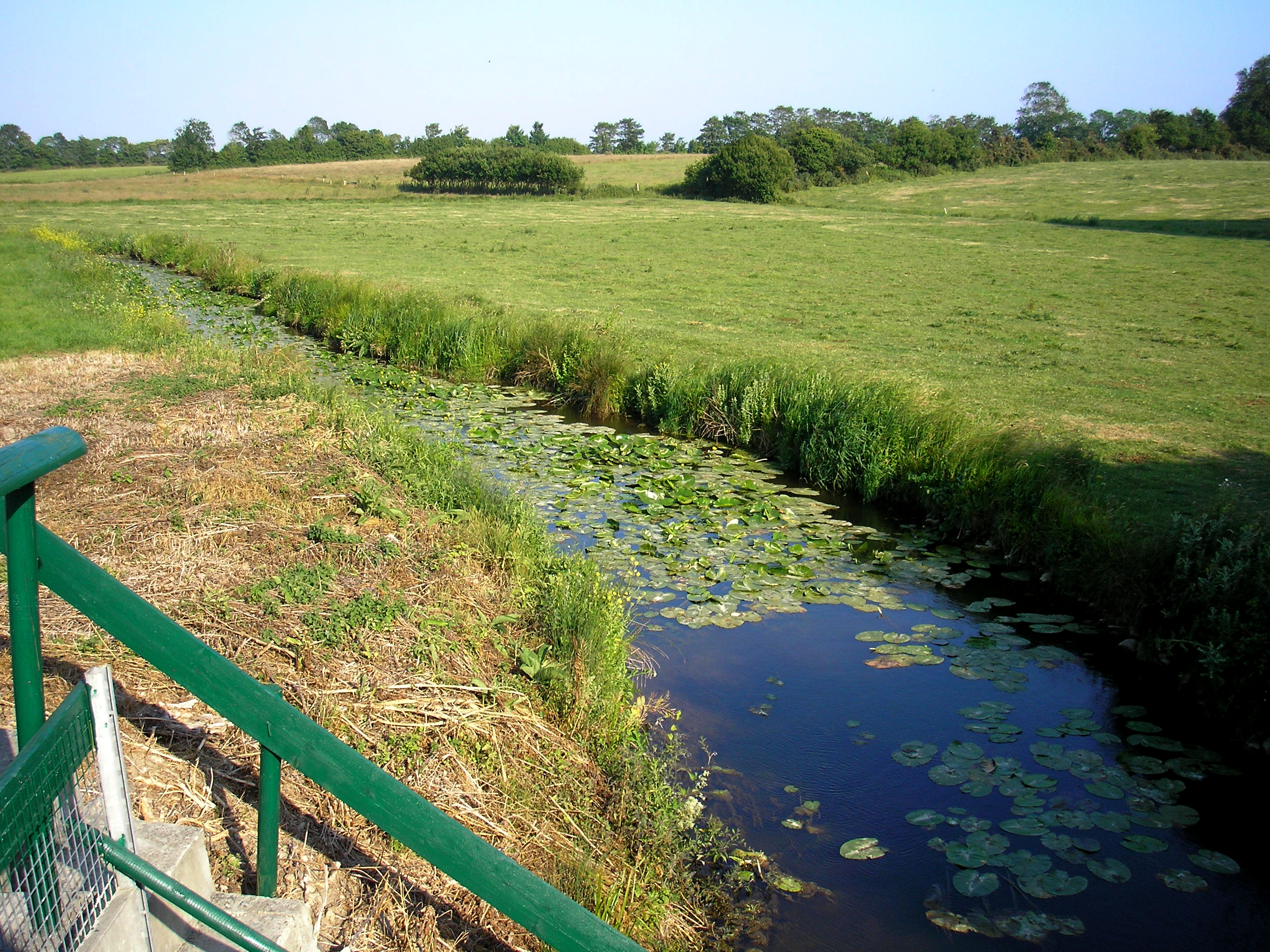
Le Véret à Ferme Ardenne.
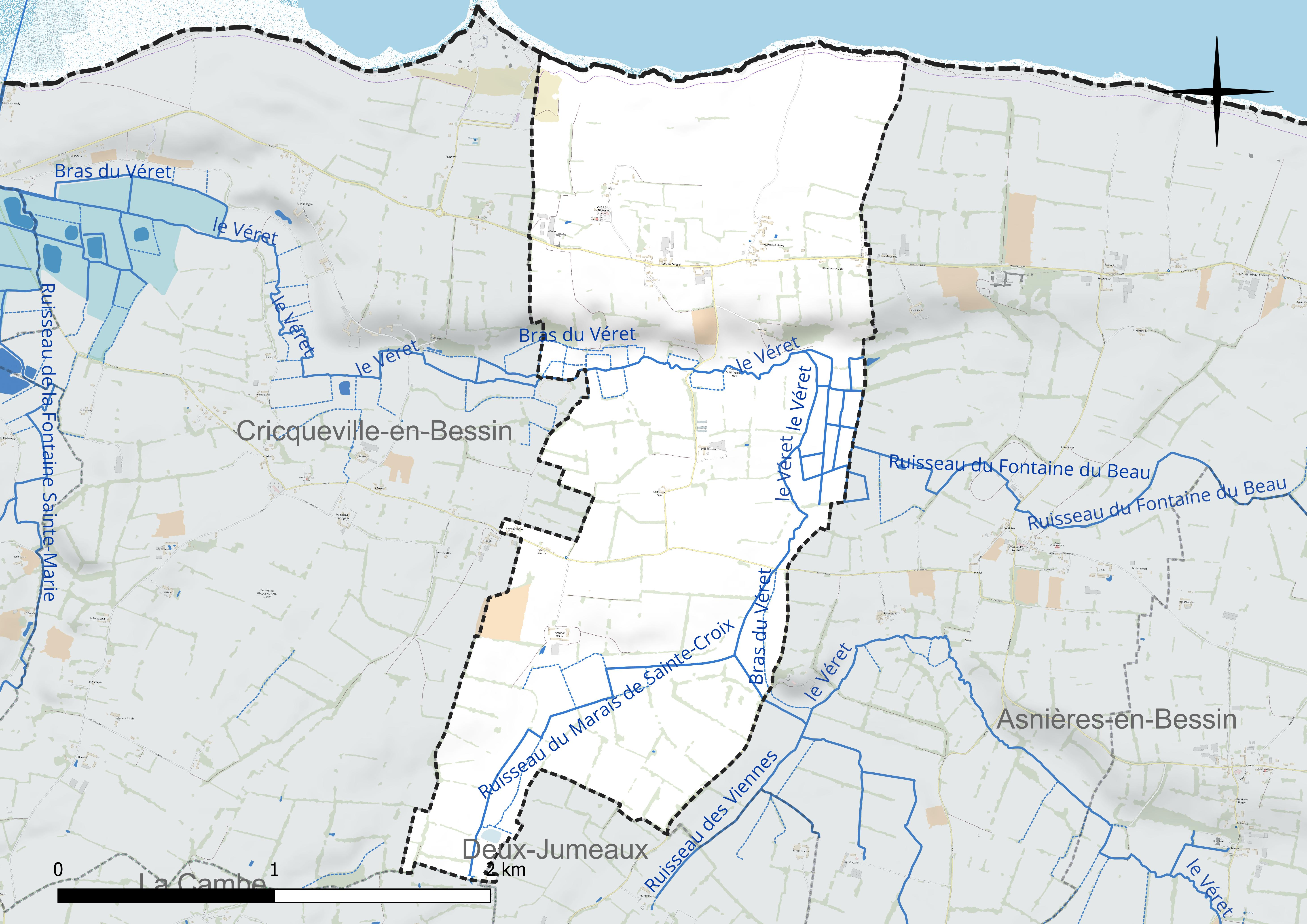
Réseau hydrographique de Saint-Pierre-du-Mont.

### Climat
Pour des articles plus généraux, voir Climat de la Normandie et Climat du Calvados.
En 2010, le climat de la commune est de type climat océanique franc, selon une étude du CNRS s'appuyant sur une série de données couvrant la période 1971-2000. En 2020, Météo-France publie une typologie des climats de la France métropolitaine dans laquelle la commune est exposée à un climat océanique et est dans la région climatique Normandie (Cotentin, Orne), caractérisée par une pluviométrie relativement élevée (850 mm/a) et un été frais (15,5 °C) et venté. Parallèlement le GIEC normand, un groupe régional d'experts sur le climat, différencie quant à lui, dans une étude de 2020, trois grands types de climats pour la région Normandie, nuancés à une échelle plus fine par les facteurs géographiques locaux. La commune est, selon ce zonage, exposée à un « climat maritime », correspondant au Cotentin et à l'ouest du département de la Manche, frais, humide et pluvieux, où les contrastes pluviométrique et thermique sont parfois très prononcés en quelques kilomètres quand le relief est marqué.
Pour la période 1971-2000, la température annuelle moyenne est de 11 °C, avec une amplitude thermique annuelle de 10,9 °C. Le cumul annuel moyen de précipitations est de 855 mm, avec 13,4 jours de précipitations en janvier et 8,2 jours en juillet. Pour la période 1991-2020, la température moyenne annuelle observée sur la station météorologique la plus proche, située sur la commune de Balleroy-sur-Drôme à 25 km à vol d'oiseau, est de 11,2 °C et le cumul annuel moyen de précipitations est de 924,3 mm,. Pour l'avenir, les paramètres climatiques de la commune estimés pour 2050 selon différents scénarios d'émission de gaz à effet de serre sont consultables sur un site dédié publié par Météo-France en novembre 2022.

### Milieux naturels et biodiversité
La falaise du Hoc abrite, dans un lieu protégé depuis 1975, la plus forte concentration de mouettes tridactyles de Normandie, ainsi que des fulmars, des goélands bruns et argentés, des cormorans, des pigeons colombins ou des choucas.

## Urbanisme

### Typologie
Au 1er janvier 2024, Saint-Pierre-du-Mont est catégorisée commune rurale à habitat très dispersé, selon la nouvelle grille communale de densité à 7 niveaux définie par l'Insee en 2022.
Elle est située hors unité urbaine et hors attraction des villes,.
La commune, bordée par la baie de Seine, est également une commune littorale au sens de la loi du 3 janvier 1986, dite loi littoral. Des dispositions spécifiques d'urbanisme s'y appliquent dès lors afin de préserver les espaces naturels, les sites, les paysages et l'équilibre écologique du littoral, comme le principe d'inconstructibilité, en dehors des espaces urbanisés, sur la bande littorale des 100 mètres, ou plus si le plan local d'urbanisme le prévoit.

### Occupation des sols

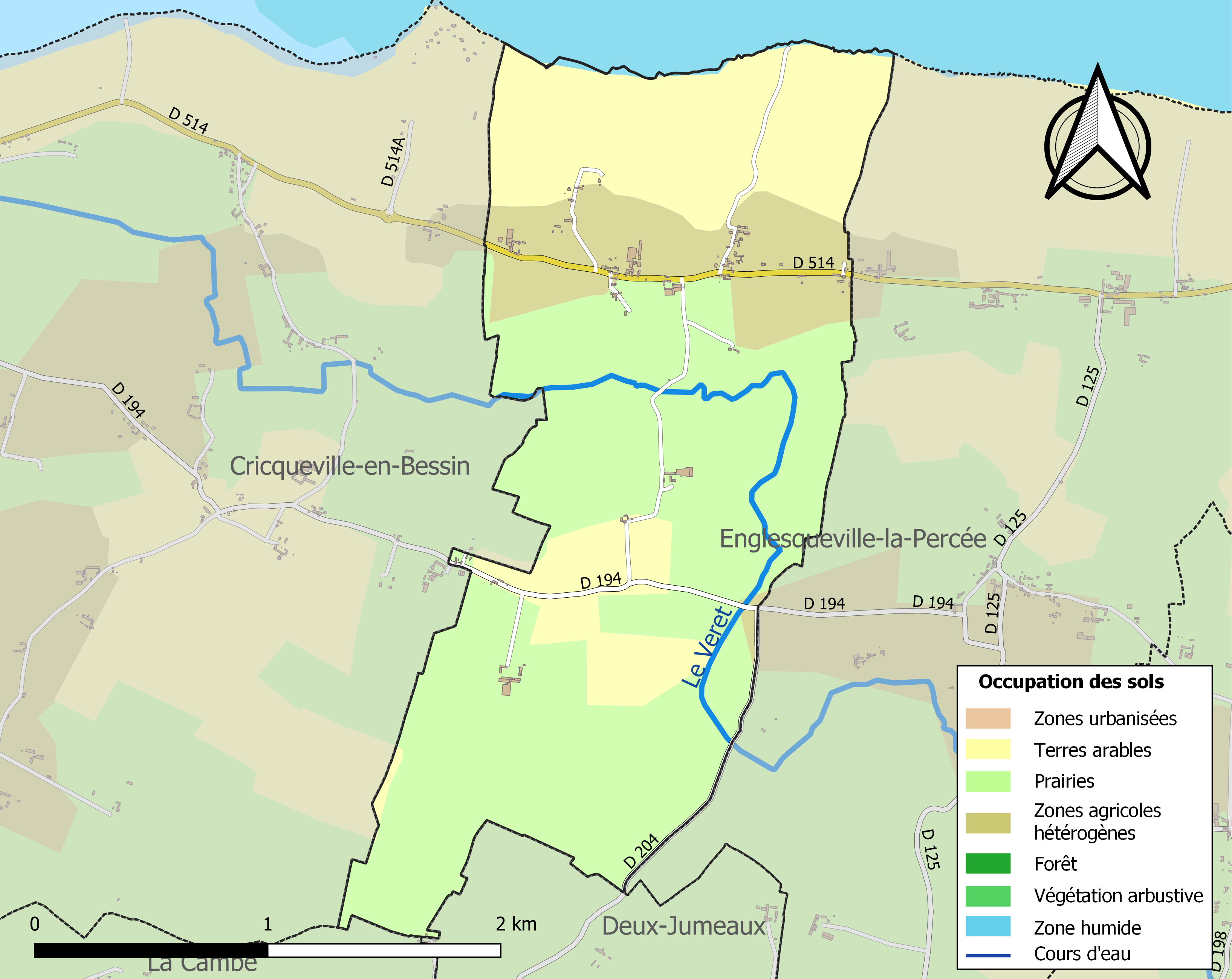
Carte des infrastructures et de l'occupation des sols de la commune en 2018 (CLC).

L'occupation des sols de la commune, telle qu'elle ressort de la base de données européenne d'occupation biophysique des sols Corine Land Cover (CLC), est marquée par l'importance des territoires agricoles (99,4 % en 2018), en augmentation par rapport à 1990 (97,7 %).
La répartition détaillée en 2018 est la suivante : prairies (58,3 %), terres arables (27,6 %), zones agricoles hétérogènes (13,5 %), eaux maritimes (0,6 %).
L'évolution de l'occupation des sols de la commune et de ses infrastructures peut être observée sur les différentes représentations cartographiques du territoire : la carte de Cassini (XVIIIe siècle), la carte d'état-major (1820-1866) et les cartes ou photos aériennes de l'IGN pour la période actuelle (1950 à aujourd'hui).

### Morphologie urbaine
La commune se trouve dans la zone d'emploi de Caen et dans le bassin de vie d'Isigny-sur-Mer.

### Logement
En 2016 et  2021, le nombre total de logements dans la commune était de 55, alors qu'il était de 52 en 2011.
Parmi ces logements, 63,6 % étaient des résidences principales, 30,9 % des résidences secondaires et 5,5 % des logements vacants. Ces logements étaient pour 98,2 % d'entre eux des maisons individuelles et pour 0 % des appartements.
Le tableau ci-dessous présente la typologie des logements à Saint-Pierre-du-Mont en 2021 en comparaison avec celle du Calvados et de la France entière. Une caractéristique marquante du parc de logements est ainsi une proportion de résidences secondaires et logements occasionnels (30,9 %) supérieure à celle du département (17,8 %) et à celle de la France entière (9,7 %).
| Typologie                                               | Saint-Pierre-du-Mont | Calvados | France entière |
| ------------------------------------------------------- | -------------------- | -------- | -------------- |
| Résidences principales (en %)                           | 63,6                 | 75,5     | 82,2           |
| Résidences secondaires et logements occasionnels (en %) | 30,9                 | 17,8     | 9,7            |
| Logements vacants (en %)                                | 5,5                  | 6,6      | 8,1            |

## Toponymie
L'hagiotoponyme de la localité est attesté sous la forme Sanctus Petrus de Monte en 1261, le nom avait été laïcisé Pierre Dumont en 1793, Saint-Pierre-du-Mont en 1801.
La paroisse était dédiée à l'apôtre Pierre.

## Histoire
Jusqu'à la fermeture de la ligne (1927), Saint-Pierre-du-Mont était desservie par la ligne de train Saint-Laurent - Isigny. Il en reste une petite gare le long de la route principale.
Le 7 juin 1944, Saint-Pierre-du-Mont est le théâtre de combats entre des soldats de la 352e division d'infanterie allemande et les Américains du 116e régiment d'infanterie débarqués la veille à Omaha Beach et souhaitant établir la liaison avec le 2e bataillon de rangers tenant la pointe du Hoc. Un aérodrome de campagne est construit sur le territoire et est opérationnel le 13 juin, peu après la libération de la commune, jusqu'au 5 septembre 1944.

## Politique et administration

### Rattachements administratifs et électoraux

#### Rattachements administratifs
La commune se trouve  dans l'arrondissement de Bayeux du département du Calvados.
Elle faisait partie depuis 1801 du canton d'Isigny-sur-Mer. Dans le cadre du redécoupage cantonal de 2014 en France, cette circonscription administrative territoriale a disparu, et le canton n'est plus qu'une circonscription électorale.

#### Rattachements électoraux
Pour les élections départementales, la commune fait partie depuis 2014 du canton de Trévières.
Pour l'élection des députés, elle fait partie de la cinquième circonscription du Calvados.

### Intercommunalité
Saint-Pierre-du-Mont était membre de la communauté de communes Isigny Grandcamp Intercom, un établissement public de coopération intercommunale (EPCI) à fiscalité propre créé en 2002 et auquel la commune avait transféré un certain nombre de ses compétences, dans les conditions déterminées par le code général des collectivités territoriales.
Dans le cadre des dispositions de la loi portant nouvelle organisation territoriale de la République du 7 août 2015, qui prévoit que les établissements publics de coopération intercommunale (EPCI) à fiscalité propre doivent avoir un minimum de 15 000 habitants, cette intercommunalité a fusionné avec ses voisines pour former, le 1er janvier 2017, la communauté de communes Isigny-Omaha Intercom, dont est désormais membre la commune.

### Administration municipale
Compte-tenu de la population de la commune, son conseil municipal est composé de sept membres dont le maire et ses adjoints.

### Liste des maires
| Période                                  | Période      | Identité         | Étiquette | Qualité                                         |
| ---------------------------------------- | ------------ | ---------------- | --------- | ----------------------------------------------- |
| Les données manquantes sont à compléter. |              |                  |           |                                                 |
|                                          |              |                  |           |                                                 |
| mars 1977                                | janvier 2023 | Marcel Houyvet,  | SE        | Agriculteur Démissionnaire pour raison de santé |
| janvier 2023                             | En cours     | Suzanne Guéroult | SE        | Adjointe administrative                         |

## Population et société

### Démographie
L'évolution du nombre d'habitants est connue à travers les recensements de la population effectués dans la commune depuis 1793. Pour les communes de moins de 10 000 habitants, une enquête de recensement portant sur toute la population est réalisée tous les cinq ans, les populations de référence des années intermédiaires étant quant à elles estimées par interpolation ou extrapolation. Pour la commune, le premier recensement exhaustif entrant dans le cadre du nouveau dispositif a été réalisé en 2006.

En 2022, la commune comptait 73 habitants, en évolution de −8,75 % par rapport à 2016 (Calvados : +1,58 %, France hors Mayotte : +2,11 %).
| 1793 | 1800 | 1806 | 1821 | 1831 | 1836 | 1841 | 1846 | 1851 |
| ---- | ---- | ---- | ---- | ---- | ---- | ---- | ---- | ---- |
| 255  | 249  | 231  | 237  | 245  | 255  | 755  | 777  | 229  |

| 1856 | 1861 | 1866 | 1872 | 1876 | 1881 | 1886 | 1891 | 1896 |
| ---- | ---- | ---- | ---- | ---- | ---- | ---- | ---- | ---- |
| 234  | 250  | 233  | 240  | 228  | 242  | 239  | 214  | 228  |

| 1901 | 1906 | 1911 | 1921 | 1926 | 1931 | 1936 | 1946 | 1954 |
| ---- | ---- | ---- | ---- | ---- | ---- | ---- | ---- | ---- |
| 216  | 200  | 171  | 154  | 142  | 138  | 153  | 120  | 134  |

| 1962 | 1968 | 1975 | 1982 | 1990 | 1999 | 2006 | 2011 | 2016 |
| ---- | ---- | ---- | ---- | ---- | ---- | ---- | ---- | ---- |
| 111  | 111  | 84   | 78   | 84   | 85   | 78   | 72   | 80   |

| 2021 | 2022 | - | - | - | - | - | - | - |
| ---- | ---- | - | - | - | - | - | - | - |
| 75   | 73   | - | - | - | - | - | - | - |

Saint-Pierre-du-Mont aurait compté jusqu'à 777 habitants en 1846, mais il semble s'agir d'une erreur de transcription — tout comme le chiffre de 1841 — ayant fait considérer un 2 pour un 7, auquel cas le maximum aurait tout de même été atteint cette année 1846.

### Sports et loisirs
Le sentier de grande randonnée GR 223 passe dans la commune.

## Économie
La commune se situe dans la zone géographique des appellations d'origine protégée (AOP) Beurre d'Isigny et Crème d'Isigny.

## Culture locale et patrimoine

### Lieux et monuments

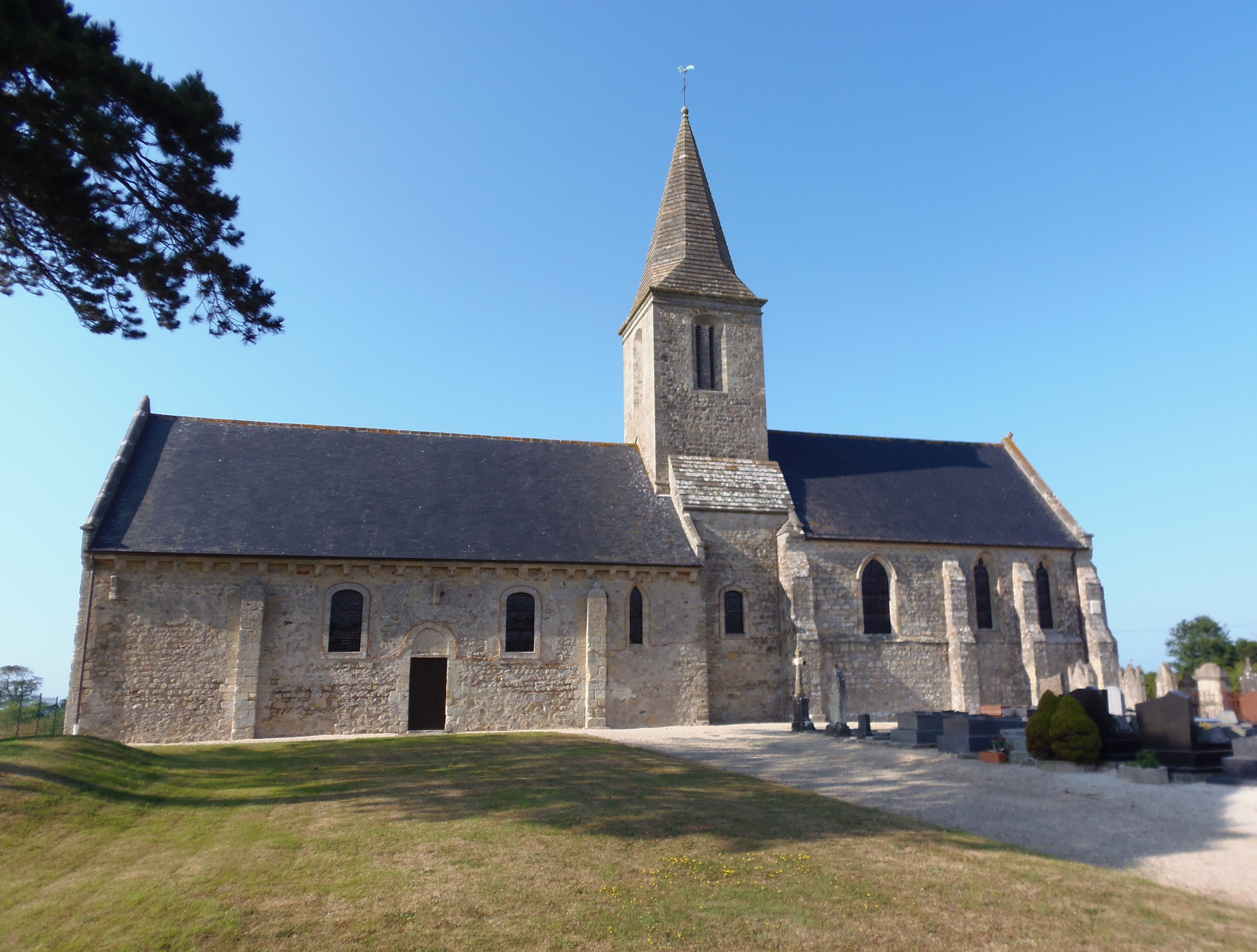
L'église Saint-Pierre.

- Église Saint-Pierre des XIIe, XIIIe et XIVe siècles, inscrite au titre des monuments historiques[32].
- Château de Saint-Pierre-du-Mont de la deuxième moitié du XVIe siècle dont les façades sont inscrites au titre des monuments historiques[33].
- Manoir de Mauny du XVIe siècle.
- Le vieux lavoir qui a été rénové.

### Personnalités liées à la commune
- Jeanne Beck, (1947- ), agricultrice française, élue Miss Normandie 1966, puis Miss France 1967, y habite.

## Pour approfondir